# Liste des épisodes de Misfits
Cet article présente la liste des épisodes de la série télévisée britannique Misfits.

## Première saison (2009)
La première saison composée de six épisodes a été diffusée entre le 12 novembre 2009 et le 17 décembre 2009 sur E4, au Royaume-Uni.
1. Une journée particulière (Episode One)
2. Il y a quelqu'un qui sait (Episode Two)
3. Pouvoirs de séduction (Episode Three)
4. Déjà vu (Episode Four)
5. La fin justifie les moyens (Episode Five)
6. Une meilleure personne (Episode Six)

## Deuxième saison (2010)
La deuxième saison composée de sept épisodes a été diffusée entre le 11 novembre 2010 et le 19 décembre 2010 sur E4, au Royaume-Uni.
1. Faux Semblants (Episode One)
2. Retrouvailles (Episode Two)
3. Je t’ai dans la peau (Episode Three)
4. Monde virtuel (Episode Four)
5. Bas les masques (Episode Five)
6. Célébrité, quand tu nous tiens (Episode Six)
7. Héros déchus (Christmas Special)

## Troisième saison (2011)
Le 29 avril 2011, la chaîne a renouvelé la série pour une troisième saison de huit épisodes. Elle a été diffusée entre le 30 octobre 2011 et le 18 décembre 2011 sur E4, au Royaume-Uni. 
1. Nouvelle Donne (Episode One)
2. Dans la peau d'une autre (Episode Two)
3. Destins animés (Episode Three)
4. Allo, Hitler ? (Episode Four)
5. À corps perdu (Episode Five)
6. Malédiction (Episode Six)
7. Zombieland (Episode Seven)
8. Éternel recommencement (Episode Eight)

Webisodes
La production souhaitant élaborer une fin au personnage de Nathan a créé un épisode spécial de neuf minutes, diffusé uniquement sur le site internet officiel de la série le 15 septembre 2011.
Un deuxième épisode spécial a été créé et diffusé le 4 décembre 2011 sur le site internet de E4. Il est basé sur l'histoire de Rudy en lien avec les évènements de l'épisode 6 de cette même saison.
1. Titre français inconnu (Vegas Baby!)
2. Titre français inconnu (Erazer)

## Quatrième saison (2012)
Le 16 décembre 2011, la chaîne a renouvelé la série pour une quatrième saison de huit épisodes. Elle a été diffusée entre le 28 octobre 2012 et le 16 décembre 2012 sur E4, au Royaume-Uni.
1. Le Virus de l'argent (Episode One)
2. Vie de chien (Episode Two)
3. Bad Boys (Episode Three)
4. Dans la peau d'une autre (Episode Four)
5. La vie ne tient qu'à un fil (Episode Five)
6. Tableau de chasse (Episode Six)
7. Troubles identitaires (Episode Seven)
8. Le Prix à payer (Episode Eight)

## Cinquième saison (2013)
Le 14 décembre 2012, la chaîne a renouvelé la série pour une cinquième et dernière saison de huit épisodes. Elle a été diffusée du 23 octobre 2013 au 11 décembre 2013 sur E4, au Royaume-Uni. Les épisodes ont une durée d'environ 45 minutes chacun.
1. Possession (Episode One)
2. La Face cachée (Episode Two)
3. Fantasmagories (Episode Three)
4. Comme un coup de vieux (Episode Four)
5. Réalité virtuelle (Episode Five)
6. Mort par compassion (Episode Six)
7. Envers et contre tous (Episode Seven)
8. Nouveau Départ (Episode Eight)